# Wilhelm Lamszus
Wilhelm Lamszus, né le 13 juillet 1881 à Altona et mort le 18 janvier 1965 à Hambourg, est un écrivain et pédagogue allemand.
Il est notamment l'auteur du roman d'anticipation militaire L'Abattoir humain.